# Frankrike i olympiska sommarspelen 2024
Frankrike är värdnation för olympiska sommarspelen 2024 i Paris från 26 juli till 11 augusti 2024. Franska idrottare har deltagit i alla olympiska sommarspelen i modern tid, tillsammans med Australien, Storbritannien, Grekland och Schweiz.

## Medaljörer
| Medalj | Namn | Sport          | Gren                           | Datum      |
| ------ | --- | -------------- | ------------------------------ | ---------- |
| Guld   | Frankrikes herrlandslag i sjumannarugby- Jean-Pascal Barraque - Antoine Dupont - Théo Forner - Aaron Grandidier Nkanang - Jefferson-Lee Joseph - Stephen Parez - Varian Pasquet - Rayan Rebbadj - Paulin Riva - Jordan Sepho - Andy Timo - Antoine Zeghdar | Sjumannarugby  | Herrarnas turnering            | 27 juli    |
| Guld   | Pauline Ferrand-Prévot | Cykling        | Damernas terränglopp           | 28 juli    |
| Guld   | Léon Marchand | Simning        | Herrarnas 400 m medley         | 28 juli    |
| Guld   | Nicolas Gestin | Kanotsport     | Herrarnas C-1 i slalom         | 29 juli    |
| Guld   | Manon Brunet | Fäktning       | Damernas sabel                 | 29 juli    |
| Guld   | Cassandre Beaugrand | Triathlon      | Damernas triathlon             | 31 juli    |
| Guld   | Léon Marchand | Simning        | Herrarnas 200 m fjärilsim      | 31 juli    |
| Guld   | Léon Marchand | Simning        | Herrarnas 200 m bröstsim       | 31 juli    |
| Guld   | Teddy Riner | Judo           | Herrarnas +100 kg              | 2 augusti  |
| Guld   | Léon Marchand | Simning        | Herrarnas 200 m medley         | 2 augusti  |
| Guld   | Joris Daudet | Cykling        | Herrarnas racing i BMX         | 2 augusti  |
| Guld   | Shirine Boukli Joan-Benjamin Gaba Amandine Buchard Walide Khyar Sarah-Léonie Cysique Luka Mkheidze Clarisse Agbegnenou Alpha Oumar Djalo Marie-Ève Gahié Maxime-Gaël Ngayap Hambou Romane Dicko Aurélien Diesse Madeleine Malonga Teddy Riner | Judo           | Mixedlag                       | 3 augusti  |
| Guld   | Kauli Vaast | Surfing        | Herrarnas tävling              | 5 augusti  |
| Guld   | Benjamin Thomas | Cykling        | Herrarnas omnium               | 8 augusti  |
| Guld   | Frankrikes herrlandslag i volleyboll - Barthélémy Chinenyeze - Jenia Grebennikov - Jean Patry - Benjamin Toniutti - Kévin Tillie - Earvin N'Gapeth - Antoine Brizard - Nicolas Le Goff - Trévor Clévenot - Yacine Louati - Théo Faure - Quentin Jouffroy | Volleyboll     | Herrarnas turnering            | 10 augusti |
| Guld   | Althéa Laurin | Taekwondo      | Damernas +67 kg                | 10 augusti |
| Silver | Luka Mkheidze | Judo           | Herrarnas 60 kg                | 27 juli    |
| Silver | Auriane Mallo | Fäktning       | Damernas värja                 | 27 juli    |
| Silver | Yannick Borel | Fäktning       | Herrarnas värja                | 28 juli    |
| Silver | Karim Laghouag Stéphane Landois Nicolas Touzaint | Ridsport       | Lagtävlingen i fälttävlan      | 29 juli    |
| Silver | Victor Koretzky | Cykling        | Herrarnas terränglopp          | 29 juli    |
| Silver | Baptiste Addis Thomas Chirault Jean-Charles Valladont | Bågskytte      | Herrarnas lagtävling           | 29 juli    |
| Silver | Joan-Benjamin Gaba | Judo           | Herrarnas 73 kg                | 29 juli    |
| Silver | Sara Balzer | Fäktning       | Damernas sabel                 | 29 juli    |
| Silver | Marie-Florence Candassamy Alexandra Louis-Marie Auriane Mallo Coraline Vitalis | Fäktning       | Damernas lagtävling i värja    | 30 juli    |
| Silver | Anastasija Kirpitjnikova | Simning        | Damernas 1 500 m frisim        | 31 juli    |
| Silver | Titouan Castryck | Kanotsport     | Herrarnas K-1 i slalom         | 1 augusti  |
| Silver | Sylvain André | Cykling        | Herrarnas racing i BMX         | 2 augusti  |
| Silver | Camille Jedrzejewski | Skytte         | Damernas 25 m pistol           | 3 augusti  |
| Silver | Valentin Madouas | Cykling        | Herrarnas linjelopp            | 3 augusti  |
| Silver | Angèle Hug | Kanotsport     | Damernas kajakcross            | 5 augusti  |
| Silver | Frankrikes herrlandslag i 3x3 - Lucas Dussoulier - Timothé Vergiat - Jules Rambaut - Franck Seguela | Basket         | Herrarnas 3x3                  | 5 augusti  |
| Silver | Sofiane Oumiha | Boxning        | Herrarnas 63,5 kg              | 7 augusti  |
| Silver | Lauriane Nolot | Segling        | Damernas Formula Kite          | 8 augusti  |
| Silver | Billal Bennama | Boxning        | Herrarnas 51 kg                | 8 augusti  |
| Silver | Frankrikes U23-herrlandslag i fotboll - Maghnes Akliouche - Loïc Badé - Rayan Cherki - Joris Chotard - Andy Diouf - Désiré Doué - Arnaud Kalimuendo - Manu Koné - Alexandre Lacazette - Johann Lepenant - Bradley Locko - Castello Lukeba - Soungoutou Magassa - Jean-Philippe Mateta - Chrislain Matsima - Enzo Millot - Obed Nkambadio - Michael Olise - Guillaume Restes - Kiliann Sildillia - Adrien Truffert | Fotboll        | Herrarnas turnering            | 9 augusti  |
| Silver | Frankrikes damlandslag i handboll - Laura Glauser - Méline Nocandy - Alicia Toublanc - Chloé Valentini - Coralie Lassource - Grâce Zaadi - Laura Flippes - Cléopatre Darleux - Orlane Kanor - Tamara Horacek - Pauletta Foppa - Estelle Nze Minko - Oriane Ondono - Lucie Granier - Sarah Bouktit - Léna Grandveau - Hatadou Sako                                                                                 | Handboll       | Damernas turnering             | 10 augusti |
| Silver | Cyréna Samba-Mayela | Friidrott      | Damernas 100 m häck            | 10 augusti |
| Silver | Danis Civil | Breaking       | B-Boys                         | 10 augusti |
| Silver | Frankrikes herrlandslag i basket - Frank Ntilikina - Nicolas Batum - Andrew Albicy - Guerschon Yabusele - Isaïa Cordinier - Evan Fournier - Nando de Colo - Mathias Lessort - Rudy Gobert - Victor Wembanyama - Matthew Strazel - Bilal Coulibaly | Basket         | Herrarnas turnering            | 10 augusti |
| Silver | Élodie Clouvel | Modern femkamp | Damernas individuella tävling  | 11 augusti |
| Silver | Frankrikes damlandslag i basket - Valériane Ayayi - Marième Badiane - Romane Bernies - Alexia Chery - Marine Fauthoux - Marine Johannès - Leïla Lacan - Dominique Malonga - Sarah Michel - Iliana Rupert - Janelle Salaün - Gabby Williams | Basket         | Damernas turnering             | 11 augusti |
| Brons  | Shirine Boukli | Judo           | Damernas 48 kg                 | 27 juli    |
| Brons  | Amandine Buchard | Judo           | Damernas 52 kg                 | 28 juli    |
| Brons  | Sarah-Léonie Cysique | Judo           | Damernas 57 kg                 | 29 juli    |
| Brons  | Clarisse Agbegnenou | Judo           | Damernas 63 kg                 | 30 juli    |
| Brons  | Léo Bergère | Triathlon      | Herrarnas triathlon            | 31 juli    |
| Brons  | Anthony Jeanjean | Cykling        | Herrarnas freestyle i BMX      | 31 juli    |
| Brons  | Maxime-Gaël Ngayap Hambou | Judo           | Herrarnas 90 kg                | 31 juli    |
| Brons  | Sébastien Patrice Maxime Pianfetti Boladé Apithy Jean-Philippe Patrice | Fäktning       | Herrarnas lagtävling i sabel   | 31 juli    |
| Brons  | Sarah Steyaert Charline Picon | Segling        | Damernas 49er FX               | 2 augusti  |
| Brons  | Simon Delestre Olivier Perreau Julien Epaillard | Ridsport       | Lagtävlingen i hoppning        | 2 augusti  |
| Brons  | Romane Dicko | Judo           | Damernas +78 kg                | 2 augusti  |
| Brons  | Florent Manaudou | Simning        | Herrarnas 50 m frisim          | 2 augusti  |
| Brons  | Romain Mahieu | Cykling        | Herrarnas racing i BMX         | 2 augusti  |
| Brons  | Lisa Barbelin | Bågskytte      | Damernas tävling               | 3 augusti  |
| Brons  | Christophe Laporte | Cykling        | Herrarnas linjelopp            | 3 augusti  |
| Brons  | Félix Lebrun | Bordtennis     | Herrsingel                     | 4 augusti  |
| Brons  | Maximilien Chastanet Maxime Pauty Enzo Lefort Julien Mertine | Fäktning       | Herrarnas lagtävling i florett | 4 augusti  |
| Brons  | Yohann Ndoye-Brouard Léon Marchand Maxime Grousset Florent Manaudou Clément Secchi* Rafael Fente-Damers* | Simning        | Herrarnas 4 × 100 m medley     | 4 augusti  |
| Brons  | Johanne Defay | Surfing        | Damernas tävling               | 5 augusti  |
| Brons  | Cyrian Ravet | Taekwondo      | Herrarnas 58 kg                | 7 augusti  |
| Brons  | Djamili-Dini Aboudou Moindze | Boxning        | Herrarnas +92 kg               | 7 augusti  |
| Brons  | Simon Gauzy Alexis Lebrun Félix Lebrun | Bordtennis     | Herrarnas lagtävling           | 9 augusti  |

## Ridsport
Som värdnation var Frankrike automatiskt kvalificerade med ett lag ryttare i var och en av grenarna dressyr, fälttävlan och hoppning vid spelen. Lagen utsågs den 6 juli 2024.

### Dressyr
Lag om tre ekipage, samt tre individuella platser:
| Idrottare                                                                    | Häst                 | Gren         | Grand Prix | Grand Prix | Grand Prix Special | Grand Prix Special | Grand Prix Freestyle | Grand Prix Freestyle | Totalt           | Totalt           |
| Idrottare                                                                    | Häst                 | Gren         | Poäng      | Placering  | Poäng              | Placering          | Tekniskt             | Artistiskt           | Poäng            | Placering        |
| ---------------------------------------------------------------------------- | -------------------- | ------------ | ---------- | ---------- | ------------------ | ------------------ | -------------------- | -------------------- | ---------------- | ---------------- |
| Alexandre Ayache                                                             | Holmevangs Jolene    | Individuellt | 70,279     | 31         | —                  | —                  | Gick inte vidare     | Gick inte vidare     | Gick inte vidare | Gick inte vidare |
| Pauline Basquin                                                              | Sertorius de Rima Z  | Individuellt | 73,711     | 16         | —                  | —                  | 73,607               | 84,629               | 79,118           | 16               |
| Corentin Pottier                                                             | Gotilas du Feuillard | Individuellt | 70,683     | 29         | —                  | —                  | Gick inte vidare     | Gick inte vidare     | Gick inte vidare | Gick inte vidare |
| Alexandre Ayache Pauline Basquin Corentin Pottier Anne-Sophie Serre (reserv) | Se ovan              | Lagtävling   | 214,673    | 7          | 215,289            | 6                  | —                    | —                    | 215,289          | 6                |

### Fälttävlan
Lag om tre ekipage, samt tre individuella platser:
| Idrottare                                                              | Häst              | Gren         | Dressyr | Dressyr   | Terrängbana | Terrängbana | Terrängbana | Hoppning | Hoppning | Hoppning  | Hoppning | Hoppning | Hoppning  | Totalt | Totalt    |
| Idrottare                                                              | Häst              | Gren         | Dressyr | Dressyr   | Terrängbana | Terrängbana | Terrängbana | Kval     | Kval     | Kval      | Final    | Final    | Final     | Totalt | Totalt    |
| Idrottare                                                              | Häst              | Gren         | Straff  | Placering | Straff      | Totalt      | Placering   | Straff   | Totalt   | Placering | Straff   | Totalt   | Placering | Straff | Placering |
| ---------------------------------------------------------------------- | ----------------- | ------------ | ------- | --------- | ----------- | ----------- | ----------- | -------- | -------- | --------- | -------- | -------- | --------- | ------ | --------- |
| Karim Laghouag                                                         | Triton Fontaine   | Individuellt | 29,60   | 22        | 0,00        | 29,60       | 10          | 4,00     | 33,60    | 14        | 4,00     | 37,60    | 15        | 37,60  | 15        |
| Stéphane Landois                                                       | Chaman Dumontceau | Individuellt | 24,40   | 7         | 2,80        | 27,20       | 7           | 4,40     | 31,60    | 9         | 4,00     | 35,60    | 14        | 35,60  | 14        |
| Nicolas Touzaint                                                       | Diabolo Menthe    | Individuellt | 27,20   | 17        | 3,20        | 30,40       | 11          | 8,00     | 38,40    | 20        | 8,00     | 46,40    | 25        | 46,40  | 25        |
| Karim Laghouag Stéphane Landois Nicolas Touzaint Gireg Le Coz (reserv) | Se ovan           | Lagtävling   | 81,20   | 3         | 6,00        | 87,20       | 2           | 16,40    | 103,6    | 2         | —        | —        | —         | 103,6  | 2         |

### Hoppning
Lag om tre ekipage, samt tre individuella platser:
| Idrottare                                                            | Häst             | Gren         | Kval   | Kval      | Final            | Final            | Final            | Omhoppning       | Omhoppning       | Omhoppning       |
| Idrottare                                                            | Häst             | Gren         | Straff | Placering | Straff           | Tid              | Placering        | Straff           | Tid              | Placering        |
| -------------------------------------------------------------------- | ---------------- | ------------ | ------ | --------- | ---------------- | ---------------- | ---------------- | ---------------- | ---------------- | ---------------- |
| Simon Delestre                                                       | I.Amelusina R 51 | Individuellt | 4,00   | 22 Q      | 8,00             | 81,25            | 17               | Gick inte vidare | Gick inte vidare | Gick inte vidare |
| Julien Epaillard                                                     | Dubai du Cèdre   | Individuellt | 0,00   | 1 Q       | 4,00             | 79,18            | 4                | Gick inte vidare | Gick inte vidare | Gick inte vidare |
| Olivier Perreau                                                      | Dorai D'Aiguilly | Individuellt | 4,00   | 32        | Gick inte vidare | Gick inte vidare | Gick inte vidare | Gick inte vidare | Gick inte vidare | Gick inte vidare |
| Simon Delestre Julien Epaillard Kevin Staut Olivier Perreau (reserv) | Se ovan          | Lagtävling   | 12     | 7         | 7                | 238,12           | 3                | —                | —                | —                |